# Shareholder value
Shareholder value (pol. wartość dla akcjonariuszy) – podejście, zgodnie z którym działalność spółki powinna maksymalizować jej całkowitą wartość dla akcjonariuszy. Podejście to zyskało popularność w latach 80. XX wieku, a za głównego prekursora uważany jest były prezes General Electric, Jack Welch.
Termin ten jest używany w kilku znaczeniach:
- Jako kapitalizacja giełdowa spółki (rzadko używane);
- W odniesieniu do koncepcji, że najważniejszym celem przedsiębiorstwa jest wzrost aktywów akcjonariuszy (właścicieli) poprzez wypłatę dywidendy lub wzrost wartości akcji;
- W odniesieniu do bardziej szczegółowej koncepcji działania zarządu. Stopa zwrotu dla akcjonariuszy powinna przekraczać ustalony benchmark taki jak np. kosztu kapitału. Oznacza to, że inwestycja akcjonariuszy powinna przynieść wyższy zwrot od innych aktywów o podobnym poziomie ryzyka. W tym sensie termin został użyty po raz pierwszy przez Alfreda Rappaporta w 1986 roku.

## Definicja
Dla spółek notowanych na giełdach papierów wartościowych wartość dla akcjonariuszy jest częścią jej kapitalizacji, którą jest kapitał własny, która jest przeciwieństwem długoterminowego długu. Jeśli istnieje tylko jeden rodzaj akcji, kapitalizacja rynkowa może być policzona, jako liczba akcji na rynku pomnożona przez cenę jednej akcji. Dywidendy zwiększają wartość akcjonariuszy natomiast emisje akcji spółki (lub opcji na akcje) zmniejszają wartość akcjonariuszy. Wartość dodana dla akcjonariuszy porównywana jest do średniego/wymaganego wzrostu wartości przy uwzględnieniu kosztu kapitału.
Dla przedsiębiorstw prywatnych, wartość przedsiębiorstwa jest szacowana jedną z dostępnych metod wyceny przedsiębiorstwa, np. metodą zdyskontowanych przepływów pieniężnych.

### Teoria agencji vs. wartość dla akcjonariuszy
Teoria agencji to koncepcja, która przedstawia przedsiębiorstwo, jako sieć kontraktów, zwanych związkami agencji, zawartych pomiędzy poszczególnymi uczestnikami, do których zalicza się m.in. udziałowców i menedżerów. Teoria agencji opisuje problem braku możliwości pełnego kontrolowania menedżerów, a także braku synchronizacji celów udziałowców i menedżerów. W rezultacie przedsiębiorstwo ponosi tzw. koszty agencyjne, które są sumą kosztów kontrolowania menedżerów i rozbieżności ich decyzji z celami akcjonariuszy.
Teoria wartości dla akcjonariuszy dąży do reformy zarządzania spółką notowaną na giełdzie w celu zmniejszenia luki pomiędzy udziałowcami i menedżerami. Model postuluje, aby rady dyrektorów (rada nadzorcza) były niezależne od kadry kierowniczej, szczególnie szef rady dyrektorów nie powinien być jednocześnie CEO. Niezależna rada dyrektorów może wtedy obiektywnie oceniać działania CEO. Teoria wartości dla akcjonariuszy postuluje także transparentność finansową. Poprzez upublicznienie finansów przedsiębiorstw, akcjonariusze są lepiej poinformowani o działaniach zarządu i podejmują świadome decyzje inwestycyjne.

### Maksymalizacja wartości dla akcjonariuszy
Teoria maksymalizacji wartości akcjonariuszy głosi, że zarządzanie powinno w pierwszej kolejności uwzględniać interesy akcjonariuszy przy podejmowaniu decyzji (mimo tego, że kadra zarządzająca w spółkach giełdowych jest prawnie zobowiązana do dążenia do maksymalizacji zysku; nie implikuje to jednak prawnego obowiązku maksymalizacji wartości dla akcjonariuszy).
Koncepcja maksymalizacji wartości dla akcjonariuszy jest zwykle przedstawiana w opozycji do przypadków, kiedy CEO oraz kadra zarządcza dąży do maksymalizacji własnych korzyści na koszt akcjonariuszy. Przykładem mogą być akwizycje, które powodują rozwodnienie aktywów akcjonariuszy, na przykład podwojone zyski są dzielone przez trzykrotnie większą liczbę akcjonariuszy.
Jako że wartość dla akcjonariuszy jest trudna do sterowania bezpośrednio dla jakiegokolwiek menedżera, jest ona zwykle rozbijana na tzw. czynniki wartości. Popularny model zawiera 7 czynników wartości dla akcjonariuszy, które mogą być pomocne dla managerów:
- przychody
- marża operacyjna
- stawka podatku w gotówce
- przyrostowe wydatki kapitałowe
- inwestycje w kapitał pracujący
- koszt kapitału
- okres przewagi konkurencyjnej

Analiza powyższych czynników prowadzi do wniosku, że działania zmierzające do szybkiej maksymalizacji zysku w krótkim terminie nie muszą zwiększać wartość dla akcjonariuszy, lecz mogą spowodować utratę przewagi konkurencyjnej. Jeśli przedsiębiorstwo sprzedaje produkty niskiej jakości, w celu zredukowania kosztów i uzyskania szybkiego zysku, niszczy swoją reputację i w rezultacie traci przewagę konkurencyjną w dłuższym terminie. To samo dotyczy przedsiębiorstw, które zaniedbują badań rynku lub inwestycji w motywację i szkolenia pracowników. Akcjonariusze, analitycy i media zwykle dowiadują się o ww. polityce i w rezultacie są skłonni zapłacić niższą cenę za akcje spółki. Koncepcja ta usuwa część wad modelu wartości dla akcjonariuszy.
W oparciu o powyższe siedem komponentów, wszystkie działania biznesowe muszą zawierać plan wzrostu wartości akcji spółki. Cenionym narzędziem w poszczególnych działach przedsiębiorstw są tzw. mapy wartości dla akcjonariuszy, które łączą ich działania z jednym lub kilkoma czynnikami. W praktyce można więc spotkać „mapy wartości dla akcjonariuszy HR” lub “mapy wartości dla akcjonariuszy R&D”.

## Wady modelu wartości dla akcjonariuszy
Koncentracja na wartości dla akcjonariuszy napotkała na silną krytykę, szczególnie po kryzysie finansowym od 2007 roku. Skupienie się na wartości dla akcjonariuszy jest korzystne dla właścicieli przedsiębiorstwa, jednak nie obejmuje kwestii społecznych takich jak zatrudnienie, ochrona środowiska oraz etyka biznesu. Decyzje zarządu mogą maksymalizować wartość dla akcjonariuszy na koszt osób trzecich. Wartość dla akcjonariuszy połączona z nastawieniem na krótkoterminowość może przyczyniać się do obniżenia globalnej wielkości wzrostu gospodarczego na skutek zredukowanej akumulacji kapitału. Koncepcja ta może być także niekorzystna dla klientów. W szczególności przedsiębiorstwo może zaniechać dostarczania wsparcia dla starych produktów lub nawet stosunkowo nowych. Koncentracja na wartości dla akcjonariuszy może być w skrajnym przypadku szkodliwa dla wartości przedsiębiorstwa. Jeśli przedsiębiorstwo koncentruje się na zwiększaniu wartości akcji, ucierpieć może zarówno etyka przedsiębiorstwa, jak i dobre praktyki prowadzenia działalności biznesowej.

### Brak transparentności
W systemie wartości dla akcjonariusza, główną troską zarządu przedsiębiorstwa jest utrzymanie wartości akcji na możliwie najwyższym poziomie. Ponieważ wartość akcji spółki zależna jest od zysku osiągniętego w określonym okresie, przedsiębiorstwa zmotywowane są do przedstawienia jak najlepszego wyniku finansowego, niezależnie od rzeczywistej sytuacji, co może prowadzić do nieetycznych zachowań. Rezultatem takich zabiegów jest utrata transparentności raportów finansowych, a także utrata zdolności właścicieli, inwestorów i pracowników do oceny rzeczywistej kondycji finansowej przedsiębiorstwa.
Przykładem nadużycia, które pozornie zwiększa zysk inwestorów jest stworzenie spółki zależnej. Spółka zależna przynosi straty, aby spółka matka mogła notować wyższe zyski. Długi i zyski mogą być transferowane pomiędzy spółkami w taki sposób, aby raporty finansowe wykazywały wyższy zysk spółki matki, podczas gdy jest tylko rezultat powyżej opisanego zabiegu. Jest to niekorzystne zarówno dla przedsiębiorstw, jak i dla całego rynku ponieważ pozwala zwiększać zyski w oderwaniu od dobrych praktyk biznesowych, a także obniża standardy etyczne przedsiębiorstw.

### Zwiększone ryzyko
Przedsiębiorstwa działające zgodnie z modelem wartości dla akcjonariuszy zmotywowane do zwiększania poziomu zadłużenia, co oznacza ponoszenie większego ryzyka niż pozostałe przedsiębiorstwa na rynku. Zwiększenie długu jest korzystne z punktu widzenia wartości akcji, ponieważ przedsiębiorstwo wykazuje wyższy potencjał wzrostu. Ma to jednak ujemne konsekwencje w postaci destabilizacji przedsiębiorstwa i może doprowadzić do jego bankructwa. Finansowanie długiem lub celowe przejęcie długu sprawia, że wzrasta współczynnik długu do kapitału. Bez modelu wartości dla akcjonariuszy byłoby to oceniane negatywnie ponieważ oznacza to, że spółka nie generuje dodatnich przepływów pieniężnych. W systemie wartości dla akcjonariuszy wysoki współczynnik długu do kapitału jest uważany za wskaźnik pewności spółki, że w przyszłych okresach będzie generować dodatnie przepływy pieniężne. Dlatego dług przyciąga inwestorów i zwiększa potencjalny wzrost wartości, ale jednocześnie podnosi ryzyko bankructwa przedsiębiorstwa.

### Krótkoterminowa strategia
Przedsiębiorstwa stosujące model wartości dla akcjonariuszy nie są skoncentrowane na długoterminowym wzroście. Wypłacanie pracownikom akcji lub opcji na akcje zamiast wynagrodzenia w gotówce powoduje ich zainteresowanie szybkim wzrostem wartości akcji. Najlepszą strategią z punktu widzenie pracowników jest doprowadzenie do naprzemiennego szybkiego wzrostu i spadku wartości akcji, co pozwala na maksymalizację wzrostów. Tego typu oscylacja nie jest korzystna dla długoterminowego sukcesu przedsiębiorstwa.

## Wartość dla interesariuszy
Wewnętrzna i zewnętrzna wartość biznesu jest mierzona w tej koncepcji jako kombinacja sukcesu finansowego, korzyści dla społeczeństwa oraz satysfakcji pracowników. Priorytety przedsiębiorstwa powinny zatem uwzględniać korzyści zarówno właścicieli, jak i pracowników. Koncepcja ta określana jest jako wartość dla interesariuszy (stakeholder value).
Koncepcja ta jest trudna do zaimplementowania w praktyce, ponieważ istnieje problem z ustaleniem adekwatnych działań dla użyteczności społecznej i satysfakcji dla pracowników. Na przykład ile „użyteczności społecznej” mogą oczekiwać akcjonariusze jeśli zdecydują się na poświęcenie €1 000 000 zwrotu z akcji. Inną kwestią jest teza, że satysfakcja pracowników i użyteczność społeczna w ostatecznym rozrachunku zwiększają wartość dla akcjonariuszy.